# 竹中重治

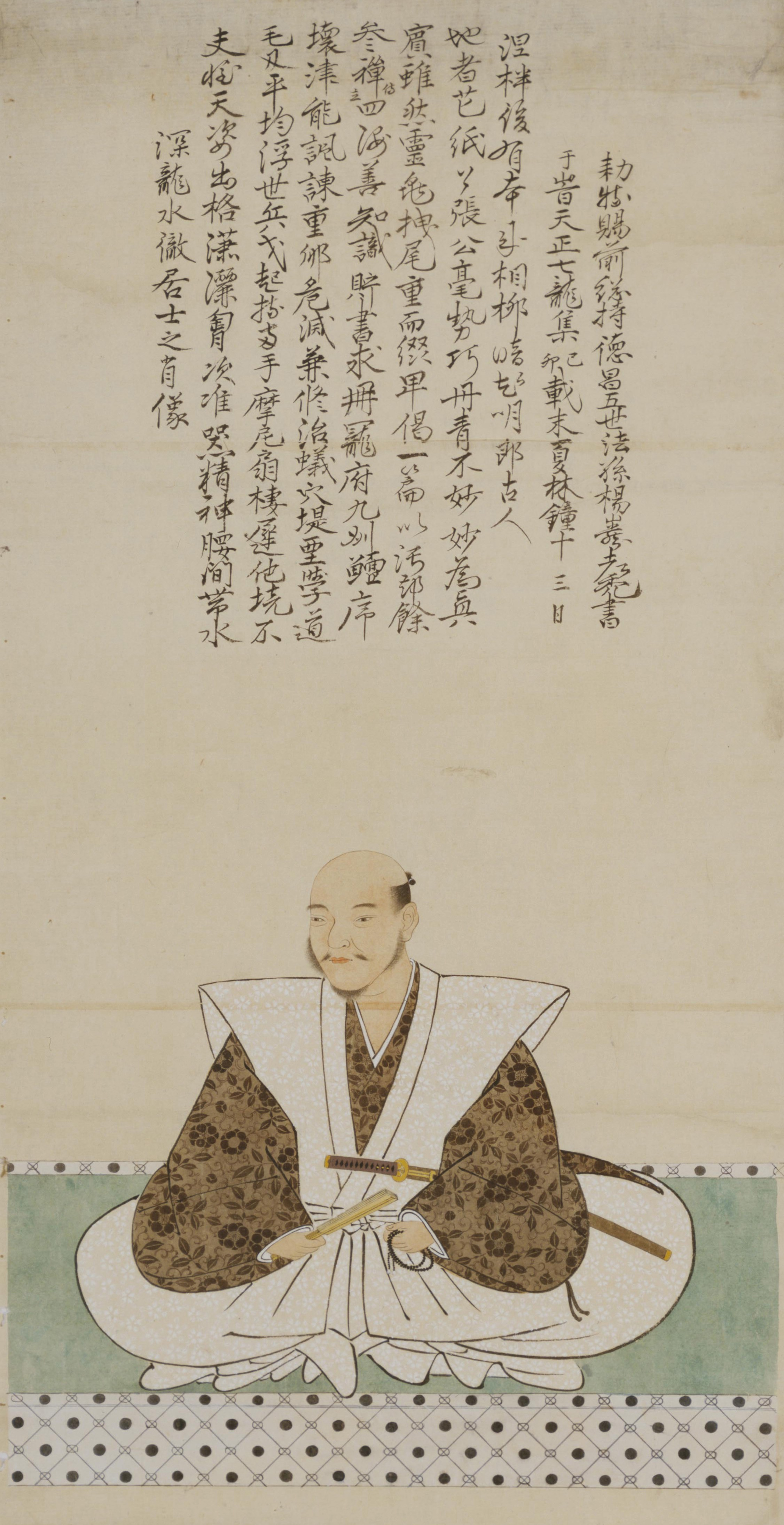
岐阜県垂井町にある銅像

竹中 重治（たけなか しげはる）は、戦国時代から安土桃山時代にかけての武将、軍師。初名は重虎、のちに重治。通称は半兵衛（はんべえ）。父は竹中重元、弟に重矩。子に重門。従弟に竹中重利（府内藩初代藩主）。
羽柴秀吉（後の豊臣秀吉）の参謀として活躍し、黒田孝高（黒田官兵衛）とともに「両兵衛」「二兵衛」と称された。しかし、軍功に関する逸話や美談の多くは後世の創作によるものと見られ、史実上の実像が不明瞭な人物である。

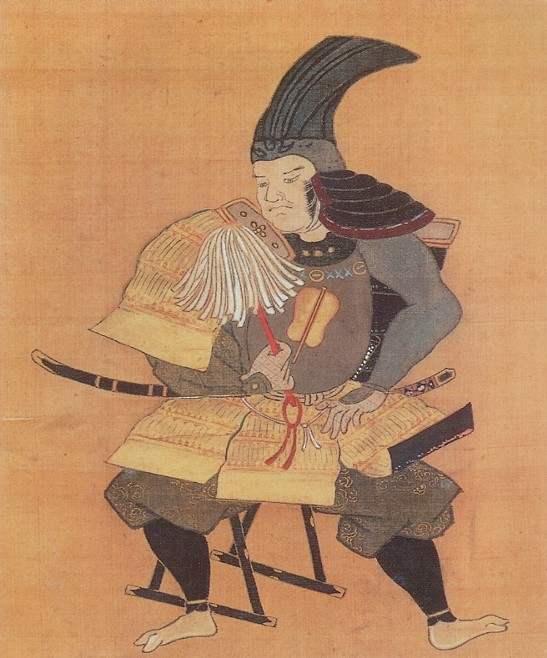
竹中重治像（禅幢寺所蔵）

## 生涯

### 斎藤氏時代
天文13年（1544年）、美濃斎藤氏の家臣で美濃国大野郡大御堂城（岐阜県揖斐郡大野町）城主・竹中重元の子として同地に生まれる。 
弘治2年（1556年）長良川の戦いが初陣となる。斎藤道三に味方したが、父が不在のため代わりに大将を務めた。籠城戦の末、斎藤義龍の軍を退けている。永禄元年（1558年）、父は不破郡岩手城主・岩手弾正を攻略し、永禄2年（1559年）、菩提山城を築いて居城を移し、重治もこれに従う。
永禄3年（1560年）、父の死去または隠居（一説に父の死去は永禄5年（1562年）とも）により家督を相続し、菩提山城主となった。そして長良川の戦いで勝利した美濃国の国主・斎藤義龍に仕えた。永禄4年（1561年）に義龍が死去すると、その後を継いだ斎藤龍興に仕える。
この頃、尾張国の織田信長による美濃侵攻が連年のように激しくなるが、義龍時代は信長の攻勢をよく防いでいた。しかし義龍が死去すると、後を継いだ龍興は若年だったために家臣団に動揺が走り、一転して織田氏の侵攻を防ぐことが困難となった。そのような状況を見た信長は永禄4年（1561年）7月に美濃に侵攻し､永禄6年（1563年）にも新加納で織田勢と戦い、このときも重治の戦術のために斎藤勢は勝利したという。
ところが、主君・龍興は酒色に溺れて政務を顧みようとせず、一部の側近だけを寵愛して重治や西美濃三人衆を政務から遠ざけていた。このため永禄7年（1564年）2月6日白昼、舅・安藤守就の軍勢と龍興の居城・稲葉山城（後の岐阜城）を襲い、齋藤飛騨守ら6名を討ち取り、龍興を逃亡させた。これを機に信長は美濃への圧力を強めていくことになる。7月29日あたりまでは稲葉山城の占領は続いていたが（『敬念寺文書』）、8月には龍興に奪還されたようである。自ら龍興を諌め諭し、稲葉山城を龍興に返還したともされるが、半年にわたり戦闘が継続していたことから龍興を支援する勢力の攻撃により稲葉山城を放棄したとするのが正しい。城を放棄した後は隠遁生活を送る。
永禄10年（1567年）、織田信長の侵攻により斎藤龍興が稲葉山城を追われ、没落すると斎藤家を去り、北近江の戦国大名・浅井長政の客分として東浅井郡草野に3,000貫の禄を賜るが、約1年で禄を辞して旧領の岩手へと帰り、隠棲した。

### 斎藤家滅亡後

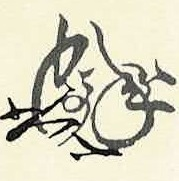
竹中重治が天正7年に使用した花押。「千年おゝとり」（鳳凰）を表した珍しい花押で、織田信長の「麟」字型花押と同様に、平和への願いがこめられているといわれる。

元亀元年（1570年）夏、織田軍の浅井攻めの際に木下秀吉（後の豊臣秀吉）が「美濃国人竹中氏、牧村氏、丸毛氏」を与力に加えたいと信長に要請して許されたことが竹中重門の著した『豊鑑』に記されている。
後に信長包囲網が敷かれ、信長と浅井長政が敵対関係になると、重治は浅井家臣団との人脈を利用して、主に調略活動で活躍した。元亀元年（1570年）には浅井方の長亭軒城や長比城を調略によって織田方に寝返らせている（『 浅井三代記』）。直後の姉川の戦いにも安藤守就の部隊に参加した。この合戦の後に信長の命で横山城に秀吉とともに残し置かれ、この頃から信長直臣から秀吉の与力へと転じたと推測される。
秀吉が中国攻めの総大将に任じられると、重治は秀吉に従って中国遠征に参加する。天正6年（1578年）5月24日、宇喜多氏の備前八幡山城の城主を調略成功によって落城させ、この報告のため京都に赴き信長に賞賛され銀子100両を授けられて播磨へと帰陣した（『信長公記』）。同年、信長に謀反を起こした荒木村重に対して（有岡城の戦い）、秀吉幕僚の黒田孝高が有岡城へ赴き帰服を呼びかけるが、城内で捕縛・監禁され外部との連絡を断たれたため、信長は孝高が村重に加担したと思い込み、孝高の嫡男・松寿丸（後の黒田長政）の殺害を秀吉に命じた。しかし重治は信長の首実検に際し、秀吉に偽の首を提出させることで松寿丸の命を助け、松寿丸は自身の領地に引き取り、家臣の不破矢足の屋敷に匿った。のち、助け出された孝高はこのことを非常に感謝し、竹中家の家紋を貰い受けている。
天正7年（1579年）4月、播磨三木城の包囲（三木合戦）中に病に倒れ、陣中にて6月13日に死去した。享年36。

## 人物・逸話
前述のように、これらの逸話や美談の多くは後世の創作によるものと見られるため、厳密な史料批判が必要である。
- 活躍は『武功夜話』や、江戸時代の軍記物である『太閤記』、子の重門が江戸時代に記した『豊鑑』などによって描かれている。江戸時代の講談などで、黒田孝高とともに天才軍師の人物像が固まり、現在の人気に至っている。しかしながら『信長公記』などに記されている記述は少なく実態はよく分かっていない。また、秀吉の正式な家臣であるという記述も一次史料には見当たらず織田家から秀吉に付けられた与力武将の一人であると見られている。
- 自己の理想を込めた「千年」という字を形象化した花押を使用していた[7]。
- 『太閤記』や『常山紀談』などによると、体が弱く見た目は痩身で女性のようであり（「その容貌、婦人の如し」と記録にはある）、出陣するときも静かに馬に乗っているだけだったという。容貌が婦人のようであったことから、主君の斎藤龍興をはじめとする斎藤家臣団から侮られ、龍興の寵臣である斎藤飛騨守に櫓の上から嘲弄され、小便を顔にかけられたことがあった。数日後、飛騨守が龍興居室の宿直を務めていたとき、重治は稲葉山城に詰めていた弟・重矩の看病のためと称して武具を隠した箱などをもって入城し、そして重矩の居室で武装して宿直部屋に居た飛騨守を斬殺して稲葉山城を乗っ取ったとされている。
- 織田信長は、浪人していた重治を自分の家臣として登用したいと考えた。美濃攻めで頭角を現していた木下秀吉に勧誘を命じ、秀吉は「三顧の礼」で重治を誘ったとされる[注釈 1]。重治はこのとき、秀吉の天性の才能を見抜き、信長に直接仕えることは拒絶したが、秀吉の家臣となることを了承したとされる[注釈 2]。
- 長篠の戦いで、武田勢の一部が向かって左側に移動した。秀吉は回りこまれるのではないかと焦ったが、重治は織田勢の陣に穴を開けるための陽動ではないかと進言した。秀吉は重治に従わず迎撃のため兵を動かしたが、重治は反対した挙句手勢と共に持ち場を離れなかった。まもなく武田勢は元の位置に戻って秀吉が不在の地点に攻め寄せた。重治が守っている間に秀吉もあわてて帰還し、重治が正しかったことが証明された。中国攻めの陣中で病死する際には秀吉は京で養生するように戒めたが、重治は「陣中で死ぬ事こそ武士の本望」と断ったとされる（『竹中家譜』）。また最後の策として、三木城兵糧攻めを秀吉に授け、別所長治を降伏させている。この無血開城戦法は後の備中高松城の水攻めにも通じている[要出典]。
- 黒田孝高が秀吉が約束した知行の加増をいつまでたっても実行しないことに不満を覚え、秀吉の花押が入った書状を持って秀吉の前に現れて不満を述べたことがある。そのとき、秀吉の側にいた重治が書状を手に取り、破って燃やしてしまった。驚く孝高に対して、「こんな文書があるから不満を感じるのだ。それに貴殿の身のためにもならない」と述べたとされる[要出典][注釈 3]。
- 重治が息子の左京（後の竹中重門）に軍物語について教えていると、左京が急に席を立ってしまった。重治が理由を聞くと、小用だという。これに重治は怒り、「たとえ小便を垂れ流そうとも、軍談の席を立ってはならない。竹中の子が軍談に聞き入って座敷を汚したと言われれば、竹中家の面目であろう」と言ったと伝えられる（『武辺咄聞書』）[要検証 – ノート]。
- いつも貧相な馬を買っては、それに乗馬していた。秀吉が「貴殿の身分でその貧相な馬はなかろう」と言うと、「名馬を買うと、いざ戦おうとする時にその名馬を他人に盗まれはしないかと惜しんで馬を下りられずに戦機を逃がすことになりますから、馬は乗り捨てる覚悟なのでこれがいいのです」と述べたとされる（『名将言行録』）[要検証 – ノート]。
- 秀吉が重治の功績に報いるため、加増を約束した書状を渡そうとしたが、「このような物は不用です。もし私の子が自身の不覚悟を忘れ、父にはここまで殿は懇意にされていたのに、なぜ私にはと恨みに思うようなことがあっては災いとなります」と述べて破り捨てたという（『武功雑記』）[要検証 – ノート]。

## 墓所

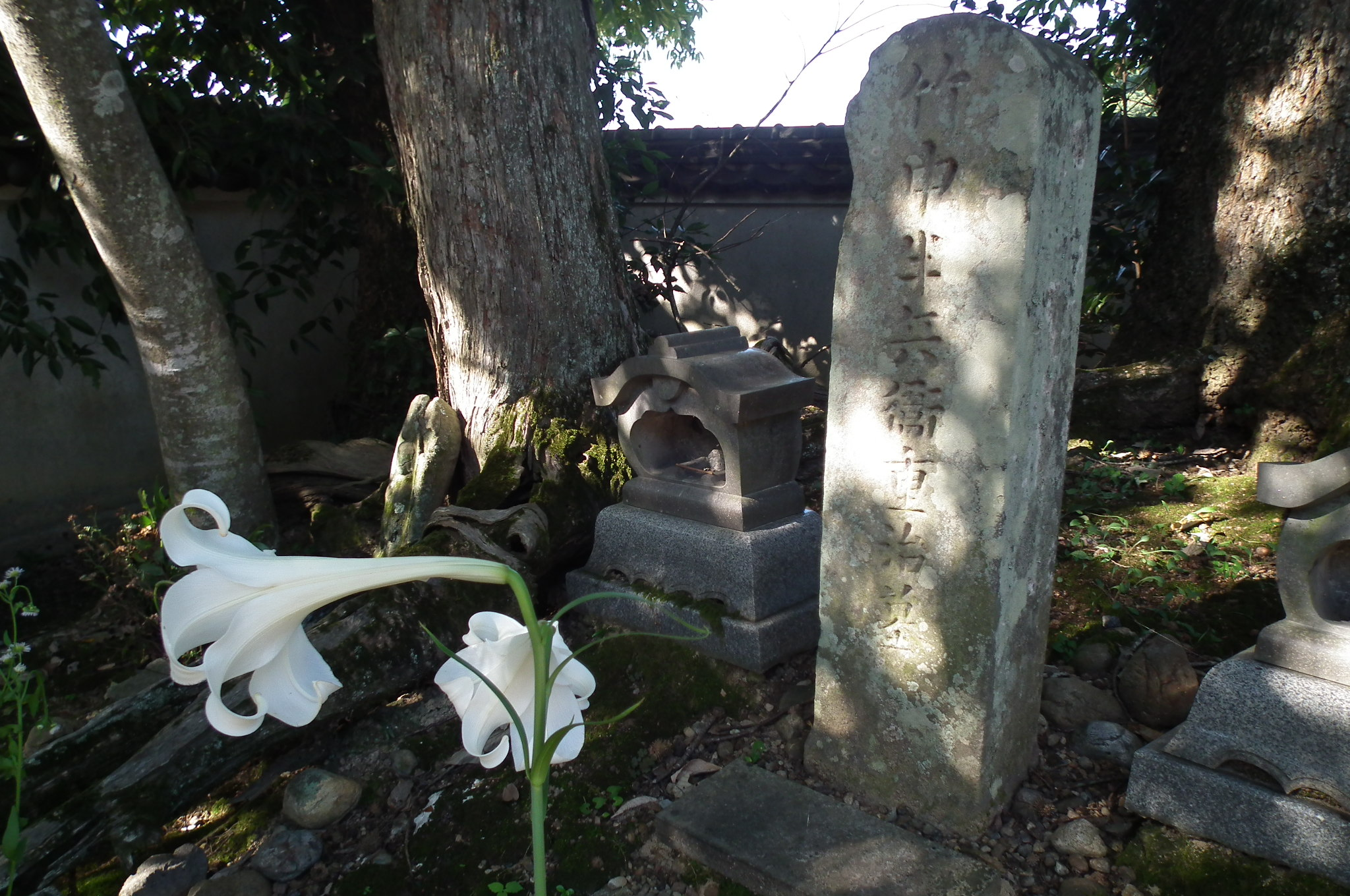
三木市平井山の竹中重治（竹中半兵衛）の墓

墓所は陣地のあった兵庫県三木市平井山観光ぶどう園内にある。三木を攻めた秀吉側であったにもかかわらず今でも地元老人会などで手厚く供養されており、墓には献花が途切れることがない。また、6月13日の命日と地元の農作業が落ち着いた一月後の7月13日には「軍師竹中半兵衛重治公を偲ぶ法要」が恒例で供養が行われ、平成26年（2014年）夏で435忌となっている。他にも三木市志染町の栄運寺、岐阜県垂井町の禅幢寺、滋賀県東近江市の浄土寺などにも墓所がある。浄土寺にある墓は、竹中家臣団の一人である竹中筑後守のものである。

## 竹中重治（半兵衛）を題材とする作品
小説
- 笹沢左保『軍師竹中半兵衛 (角川文庫)』（角川書店、1988年）
- 八尋舜右『軍師 竹中半兵衛 』（PHP研究所、1994年）
- 津本陽『鬼骨の人』（角川書店、1995年）
- 郡順史『士、意気に感ず―小説・竹中半兵衛 (春陽文庫) 』（春陽堂書店、1995年）
- 八尋舜右『竹中半兵衛―秀吉を天下人にした軍師 (PHP文庫) 』（PHP研究所、1996年）
- 谷口純『わかれ―半兵衛と秀吉』東洋出版、2000年
- 三宅孝太郎『竹中半兵衛―秀吉の天下奪りを熱望した名補佐役 (幻冬舎文庫) 』（幻冬舎、2001年）
- 高橋和島『風竹中半兵衛』（学習研究社、2002年）
- 津野田幸作『天下大乱〈3〉竹中半兵衛の奇襲 (歴史群像新書) 』（学習研究社、2004年）
- 竹中亮『深龍軍師伝―竹中半兵衛戦記 (歴史群像新書) 』（学習研究社、2009年）
- 嶋津義忠『竹中半兵衛と黒田官兵衛 秀吉に天下を取らせた二人の軍師』（PHP研究所、2012年）
- 今村翔吾『完璧なり』（『戦国武将伝 東日本編』収録、PHP研究所、2023年）

漫画
- 『戦国毒饅頭ハンベエ』（江茂タツキ）
- 『ねこねこ日本史』（そにしけんじ） - 第4巻に主役として掲載されている。
- 『竹中半兵衛伝』(本山一城)　マンガ図書館Z
- 『信長の忍び』(重野なおき)

テレビドラマ
- 『戦国疾風伝 二人の軍師 秀吉に天下を獲らせた男たち』（2011年1月2日、テレビ東京新春ワイド時代劇 演：山本耕史）

舞台
- 『燃ゆる風－軍師・竹中半兵衛－』（2017年1月12日-1月23日、宝塚バウホール 演：七海ひろき）